# Wapen van Brielle

Wapen van Brielle

Het huidige wapen van Brielle is officieel in gebruik geweest vanaf 24 juli 1816, op die datum werd het wapen aan de stad toegekend. De stad voert sinds 1326 een stadswapen, hoewel het pas 4 jaar later stadsrecht verkreeg van Gerard van Voorne. Het wapen heeft sindsdien verschillende vormen en schildhouders gekend. Per 1 januari 2023 is Brielle samen met Westvoorne en Hellevoetsluis opgegaan in de nieuw opgerichte gemeente Voorne aan Zee, waarmee het gebruik als gemeentewapen is beëindigd.

## Geschiedenis
Het oudste zegel dat van Brielle bekend is stamt uit 1326, vier jaar voor het verkrijgen van stadsrechten. Het heeft een gegolfde paal (een baan in het midden) met aan beide kanten van de paal een naar beneden kijkende vis. De oudste bekende stadszegel stamt uit 1397, deze heeft een stadspoort met twee gekanteelde torens. Tussen deze twee torens hangt een schildje met daarop een leeuw, mogelijk is dit schildje het wapen van de familie Van Voorne. Tussen 1397 en 1688 zijn alle zegels hetzelfde, op een geheimzegel na. Dit geheimzegel toont een burcht met een uitkomende leeuw. 
Eind 17e eeuw komen zegels in gebruik met daarop het nu in gebruik zijnde stadswapen. Het is vermoedelijk afgeleid van het oudste bekende zegel, te weten een rode paal. De oudste, bekende, afbeelding in kleur bevindt zich in de Sint-Catharijnekerk. Het betreft een muurschildering van eind 15e eeuw. Deze afbeelding is gelijk aan het huidige wapen, het schild, want de schildhouder is in de loop der geschiedenis meermalen van vorm veranderd. 
Afhankelijk van de tijd en de interpretatie van de schrijver die een studie heeft verricht naar de herkomst en vorm van de schildhouder is dit een capirussa, centaur of zelfs een hond. De herkomst en reden van toevoegen van een schildhouder is nog altijd niet bekend. De oudste bronnen over het wapen van Brielle hebben het over een capirussa als schildhouder, dat is een mythologisch wezen uit Indonesië (toen Indië}, het is een wezen met een menselijk hoofd, oren en staart van een hond en voeten die op paardenhoeven lijken. Een dergelijk wezen zou ooit bij Brielle in de Maas gezien zijn. Gedurende de 18e eeuw is de capirussa vervangen door een centaur, een mythologisch wezen uit het Oude Griekenland, het is een wezen met het lijf van een paard met daarop een menselijk torso. Uiteindelijk zou dit wezen in 1816 ook de officiële schildhouder worden. In de 18e eeuw lijkt het wezen ook wel wat op een “mislukte hond” of een Cerberus. 
Op het wapen staat ook een spreuk: Libertatis Primitiae ("Eerstelingen der vrijheid"), vermoedelijk komt dit van het randschrift dat de Hervormde Kerk in 1592 op een zegel liet snijden. Die spreuk luidde: Primitiae Belgicae Libertatis Brilae. In 1786 komt deze spreuk ook op de Brielse Courant voor.

## Blazoenering
De beschrijving van het wapen van de stad Brielle luidt per 24 juli 1816 als volgt:
Van zilver beladen met een pal van keel. Het schild gedekt met een kroon van goud, gecierd met 17 paarlen en ter linker zijde vastgehouden door een centour, onder het schild het voorvaderlijke motto: Libertatis Primitiae.
Een pal is een verticale paal door het midden van het wapen. De schildhouder staat op een groene ondergrond en het motto wordt weergegeven op een lint dat onder het schild en de schildhouder door gaat.